# هوبرت رانس
هوبرت رانس (انگلیسی: Hubert Rance; ۱۷ ژوئیهٔ ۱۸۹۸ – ۲۴ ژانویهٔ ۱۹۷۴) نظامی و سیاست‌مدار اهل بریتانیا بود.